# Greifvogelwarte Kintzheim
Koordinaten: 48° 15′ 22″ N, 7° 23′ 10,9″ O
Die Greifvogelwarte Kintzheim, lokal La Volerie des Aigles genannt, ist ein 1968 eröffneter Vogelpark in der Gemeinde Kintzheim im Département Bas-Rhin in Frankreich. Sie befindet sich auf dem Gelände der Burg Kintzheim.

## Artenspektrum
In der Greifvogelwarte Kintzheim werden etwa 50 Greifvögel gehalten, die in Volieren rund um die weitläufige Burgruine zu besichtigen sind. Es handelt sich dabei um Habichtartige (Accipitridae) (Adler, Geier, Bussarde, Habichte und Sperber, Milane), Eulen (Strigiformes) (Uhus und Käuze), Falken (Falco) sowie den Sekretär (Sagittarius serpentarius). Alle Bewohner der Greifvogelwarte sind in Gefangenschaft geborene Vögel, die zum größten Teil aus der eigenen Zucht stammen. Es werden keine Greifvögel aus der Natur entnommen. Seit 1978 werden auf der Burg Greifvögel gezüchtet. Dazu werden die Eier aus den Nestern entnommen und in einem Brutkasten bei 37,7 °C ausgebrütet. Dadurch wird das Risiko verringert, dass die Eier durch unvorsichtige oder unerfahrene Elterntiere beschädigt werden. Die Eier bleiben bis zum Schlüpfen der Küken im Brutkasten, danach werden sie ihren Eltern wieder untergeschoben, damit eine überwiegend artgerechte und von Menschen unabhängige Aufzucht erfolgen kann. Rund 1700 Greifvögel kamen auf der Warte bereits zur Welt (Stand 2022). Ausgewachsene Vögel werden zum Teil in andere Greifvogelparks abgegeben, um einen genetischen Austausch zu gewährleisten. Einige können sogar in die Freiheit entlassen werden. Die nachfolgenden Bilder zeigen eine Auswahl von Greifvogelarten aus dem Bestand des Vogelparks.

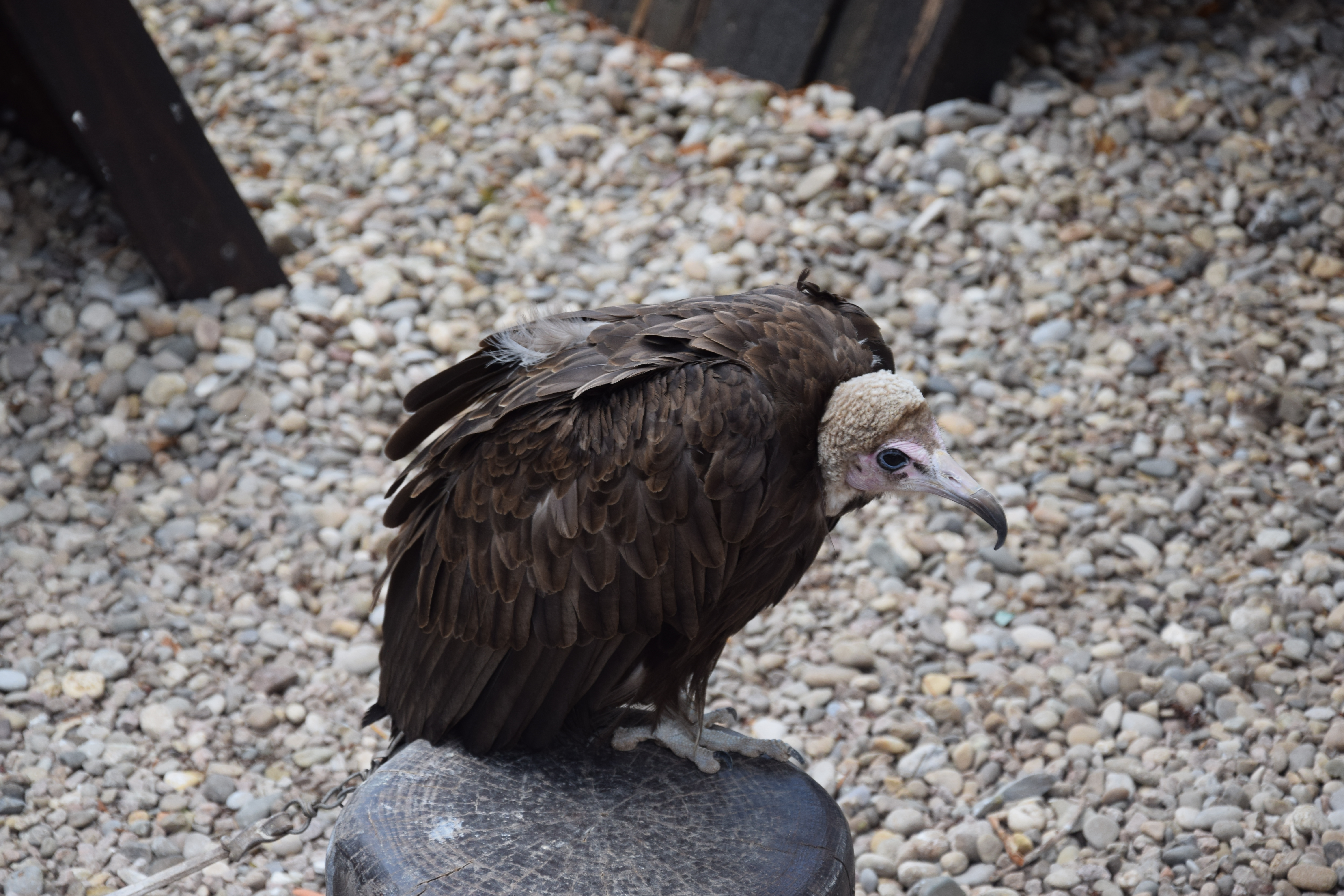
Kappengeier (Necrosyrtes monachus)
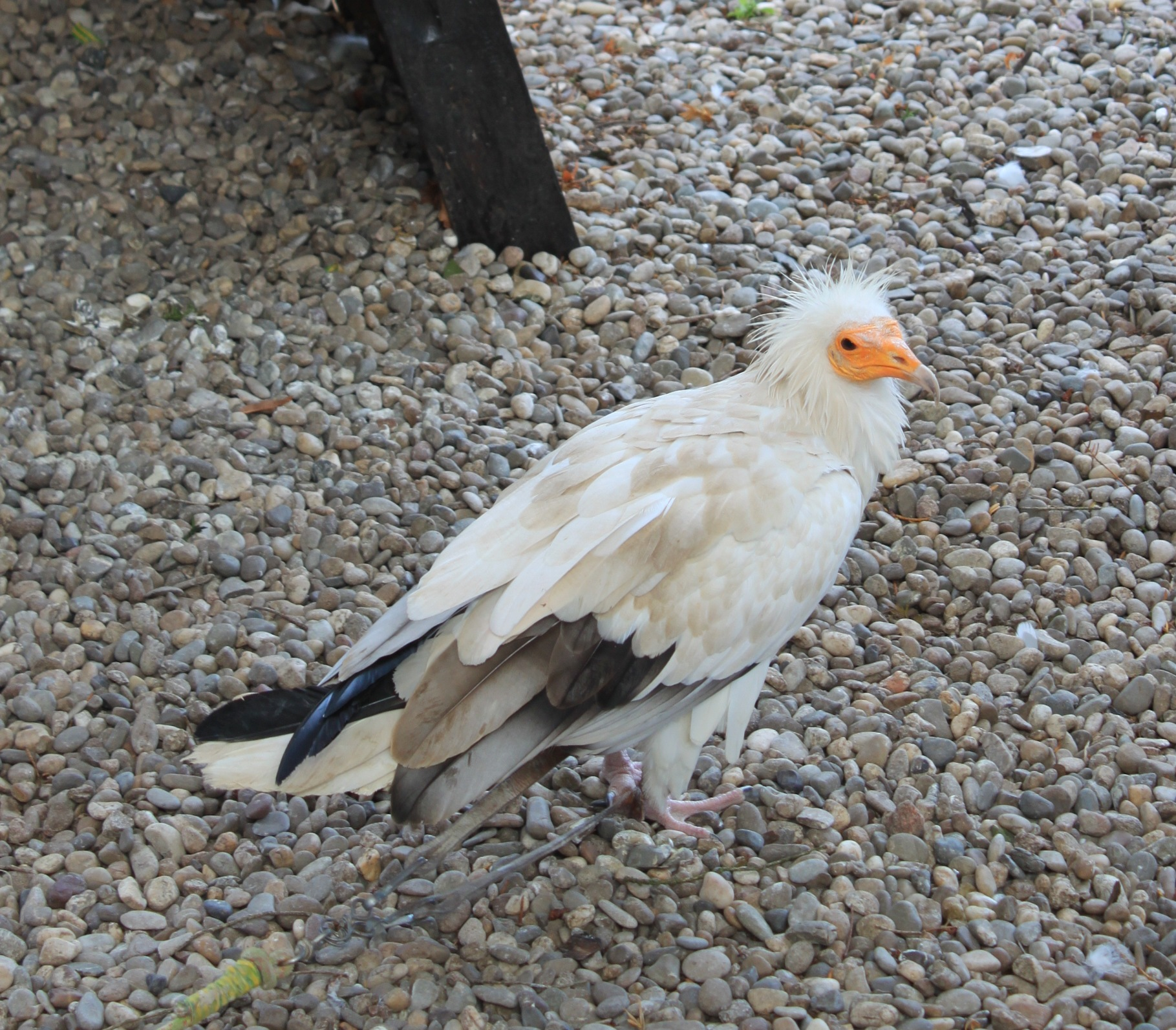
Schmutzgeier (Neophron percnopterus)
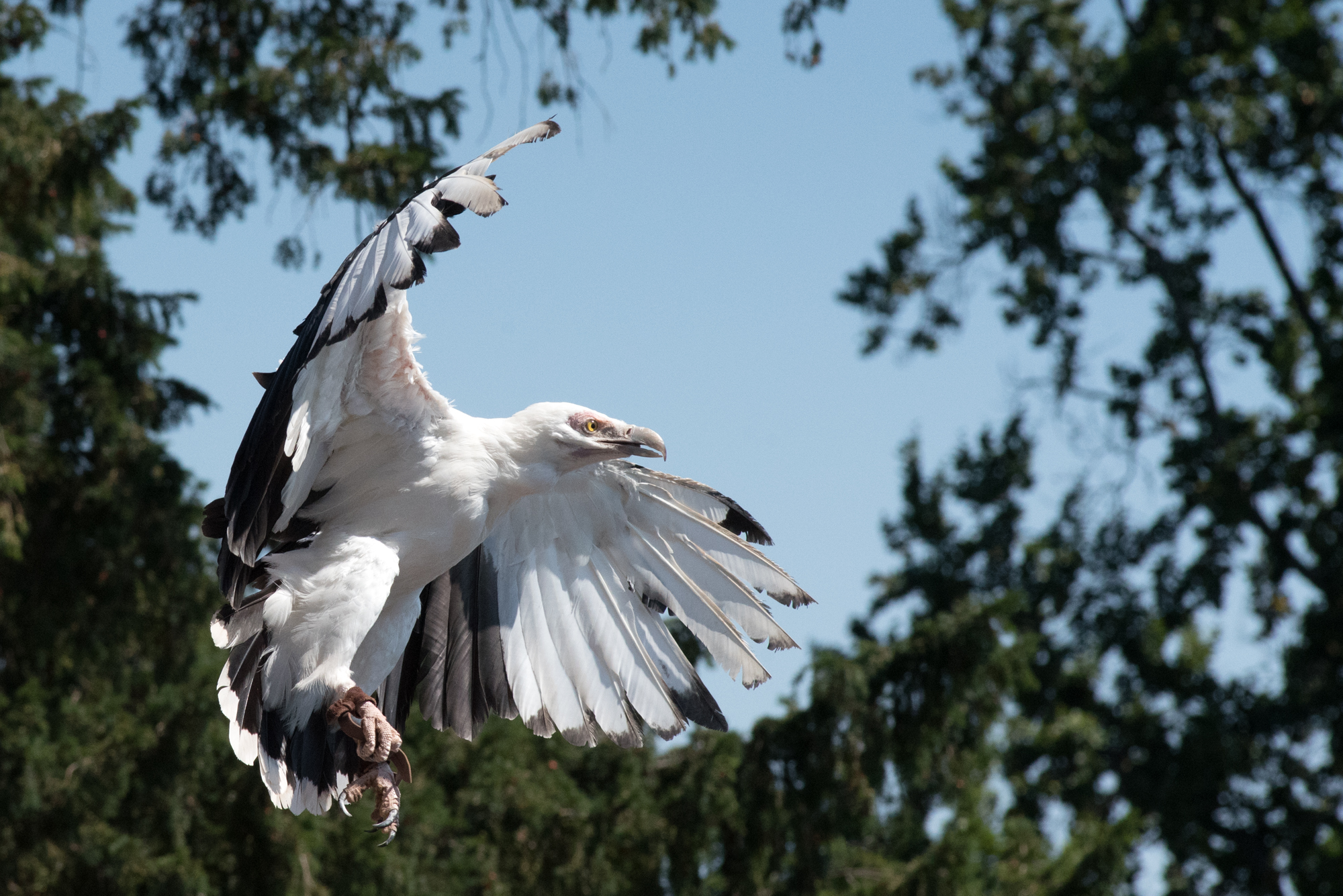
Palmgeier (Gypohierax angolensis)
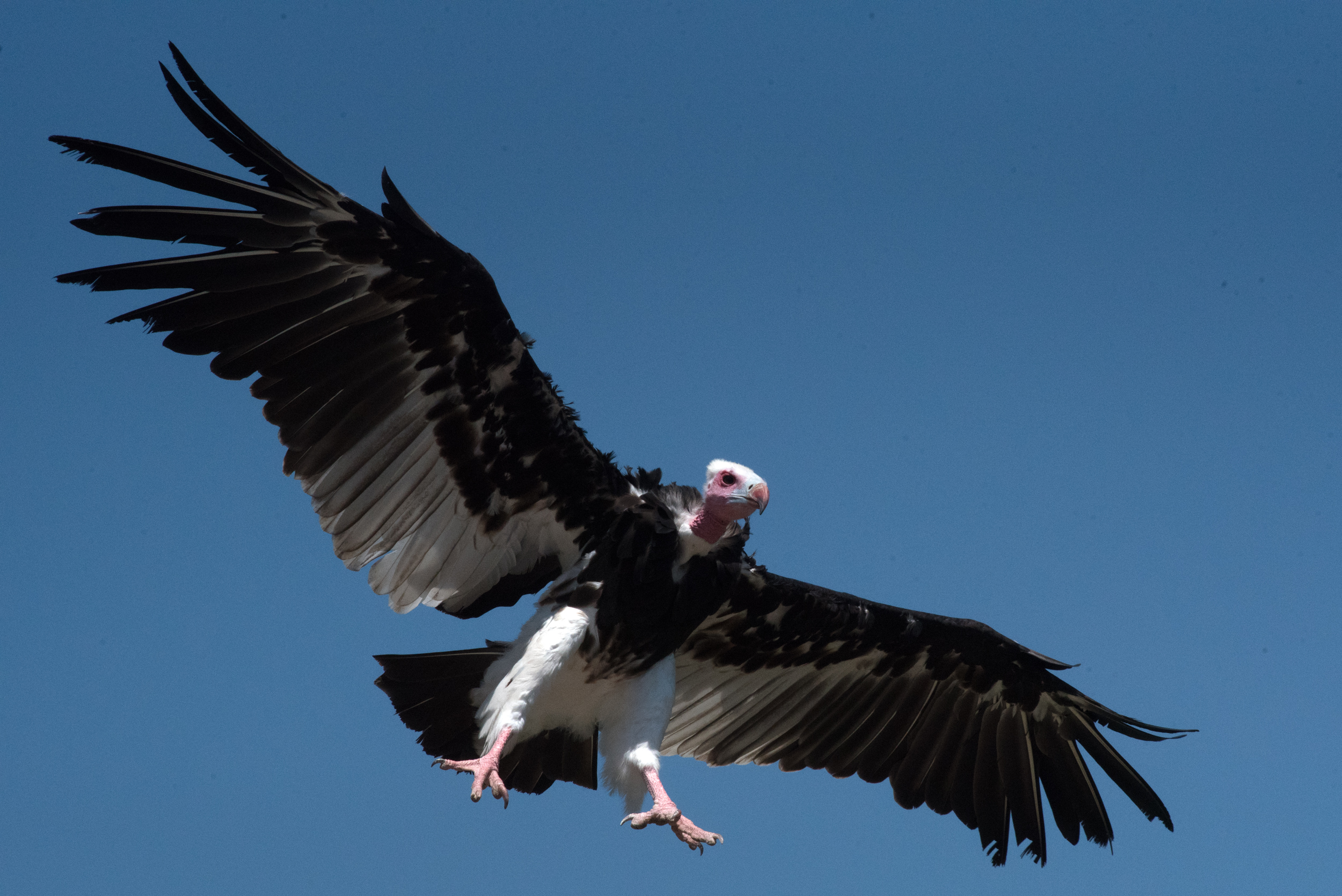
Wollkopfgeier (Trigonoceps occipitalis)
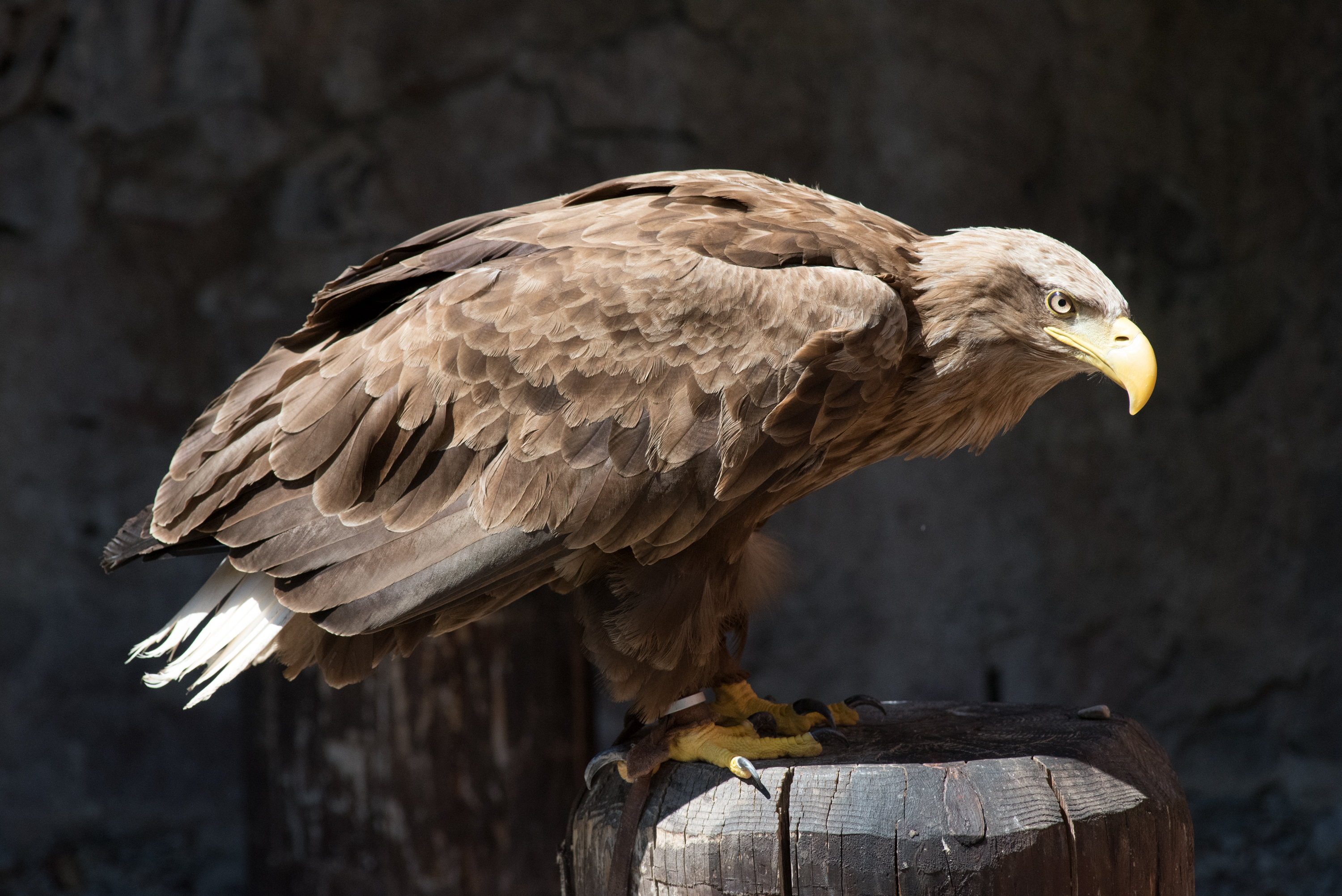
Seeadler (Haliaeetus albicilla)
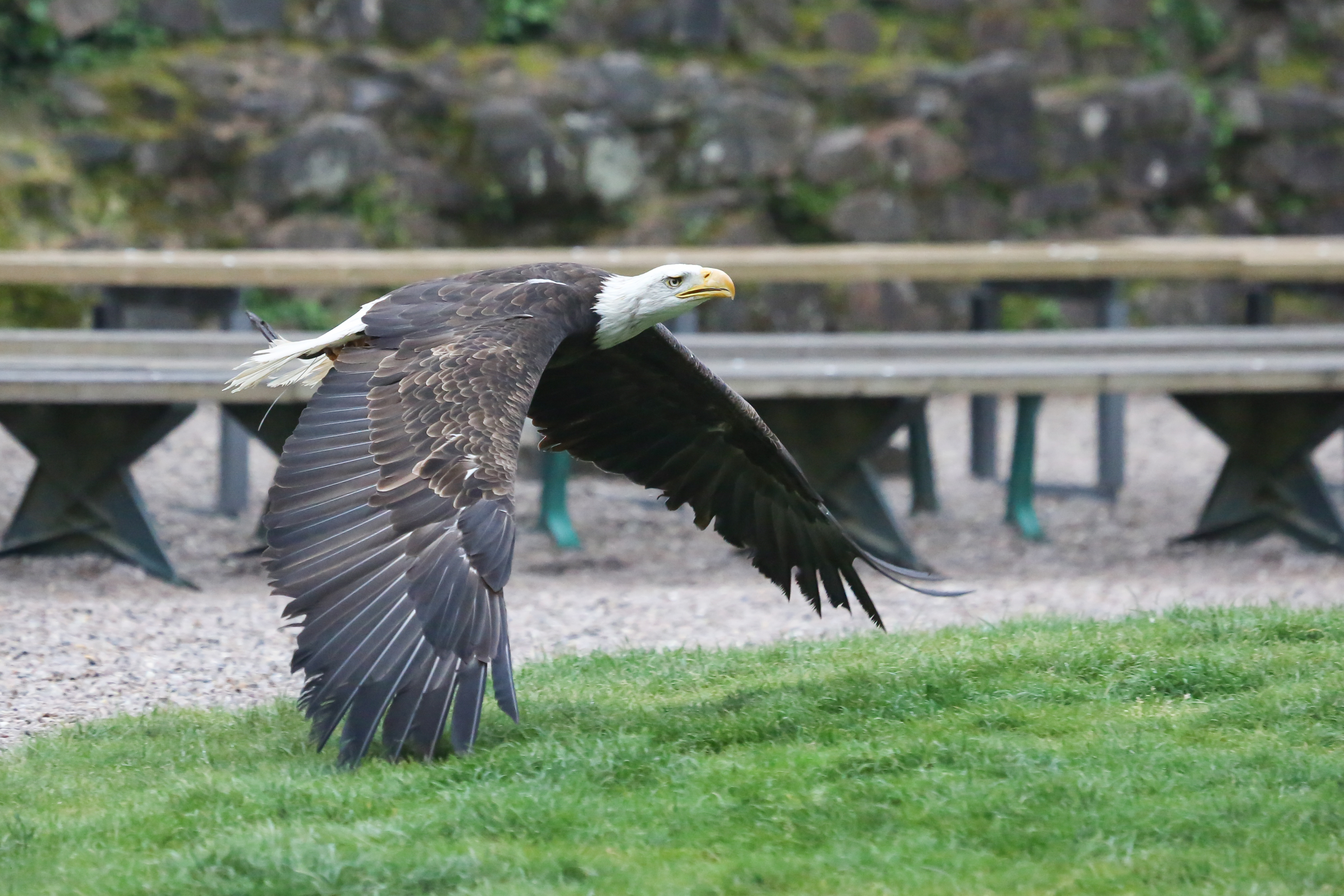
Weißkopfseeadler (Haliaeetus leucocephalus)
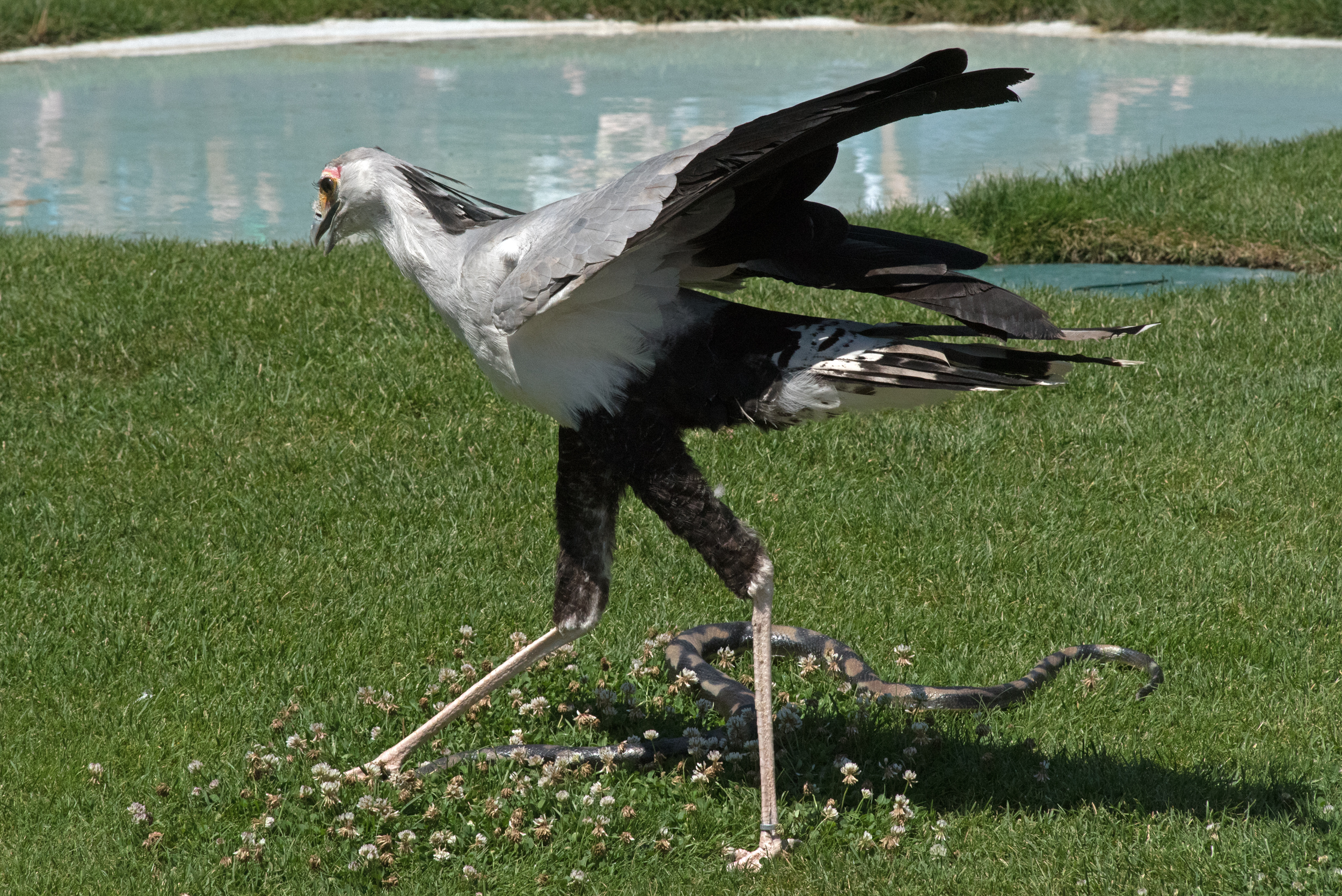
Sekretär (Sagittarius serpentarius)

## Freiflug-Vorführungen
Um den Besuchern das Freiflug-Verhalten der Vögel zu demonstrieren, werden von Falknern Flugshows veranstaltet. Dabei steht das Bemühen im Vordergrund, das natürliche Verhalten der Vögel abzubilden. Es werden keine Kunststücke eingeübt. Gezeigt wird beispielsweise die Geschicklichkeit der Adler, wenn sie im Gleitflug Beute suchen, die Akrobatik der Schwarzmilane (Milvus migrans) beim Fang von Fleischbrocken aus der Luft, die Schnelligkeit der Falken, der lautlose Flug der Eulen oder die Vorgehensweise der Geier bei der Nahrungsaufnahme.